# Réaction internationale à la Shoah

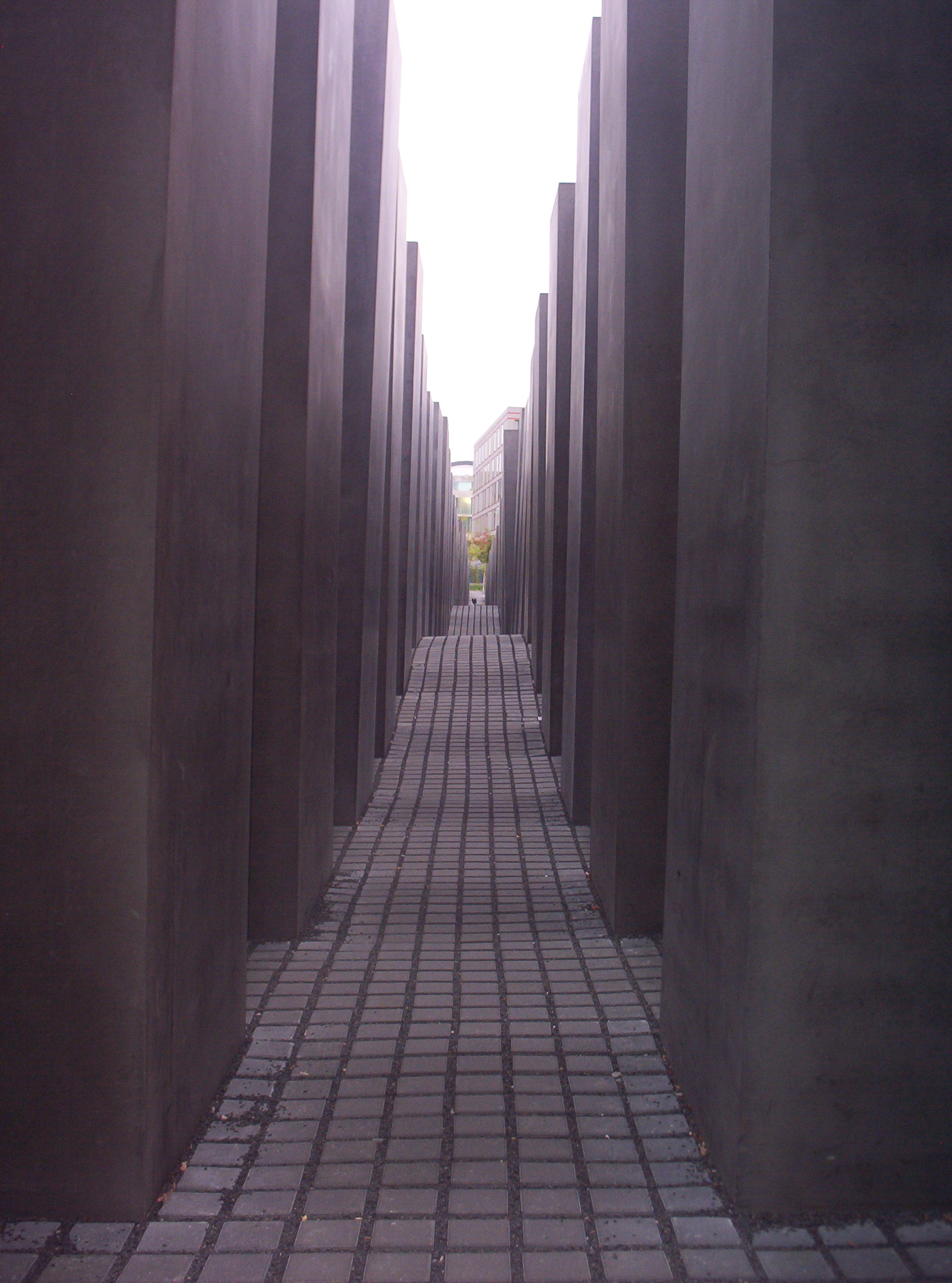
Mémorial de l'Holocauste à Berlin

Dans les décennies suivant la Shoah, plusieurs gouvernements et organismes internationaux ont été critiqués pour leur incapacité à avoir pris les mesures appropriées pour sauver les millions d'Européens, Juifs, Roms et autres victimes de la Solution finale. 
Les critiques affirment que certaines interventions, notamment de la part des Alliés, auraient pu sauver un grand nombre de personnes sans détourner d'importantes ressources de l'effort de guerre.
D'autres, au contraire, font valoir que l'idée selon laquelle les Alliés n'aient pris aucune action n'est qu'un mythe, que les Alliés ont accepté autant d'immigrants juifs allemands que les nazis l'autorisaient, et que des actions militaires comme le bombardement d'Auschwitz auraient sauvé la vie de très peu de gens. D'autres enfin estiment que les renseignements à la disposition des Alliés, qui à la fin d'octobre 1944 ne connaissaient pas l'emplacement de la plupart des camps de la mort nazis, ne permettaient pas un bombardement précis.

## L'Europe et l'Amérique face à la Shoah
Bien que le Gouvernement polonais en exil soit parvenu à informer les Alliés du génocide juif dès décembre 1942, cela n'a pas débouché sur des actions de terrain pour mettre un terme au génocide de millions de personnes, ni pour sauver et accueillir les réfugiés. Les Alliés ont plutôt exclusivement concentré leurs efforts sur la conduite des campagnes militaires visant à la défaite du Troisième Reich.

### Danemark
Le Danemark est le seul pays occupé qui a réussi à sauver 95 % de ses ressortissants juifs. Grâce aux conseils d'un diplomate allemand, des milliers de Juifs ont été évacués vers la Suède neutre.

### Grande-Bretagne
En 1939, près de 304 000 personnes sur les 522 000 Juifs allemands qui avaient fui l'Allemagne cherchèrent à se réfugier en Grande-Bretagne, dont 60 000 désirant se rendre en Palestine mandataire (parmi lesquels plus de 50 000 avaient profité de l'accord Haavara entre les sionistes allemands et les nazis), mais les quotas d'immigration britanniques ont empêché de nombreuses personnes de pouvoir immigrer. En mars 1938, Hitler a annexé l'Autriche et fait des 200 000 réfugiés Juifs d'Autriche des apatrides. En septembre, la Grande-Bretagne et la France ont accordé à Hitler le droit d'occuper la région des Sudètes de la Tchécoslovaquie, et, en mars 1939, Hitler a occupé le reste du pays, ce qui fit encore 200 000 Juifs apatrides.[réf. nécessaire]
En 1939, la politique britannique, déclarée dans le Livre blanc de 1939, a limité le nombre d'immigrés Juifs en Palestine mandataire à 75 000 individus pour les cinq années suivantes, après quoi le pays devait devenir un État indépendant. La Grande-Bretagne a offert des foyers pour les enfants d'immigrants Juifs et proposé le Kenya comme un refuge pour les Juifs, mais a refusé de soutenir un État juif ou de faciliter la colonisation juive, en violation des termes du mandat de la Société des Nations sur la Palestine.
Avant, pendant et après la guerre, le gouvernement britannique a entravé l'immigration juive vers la Palestine mandataire afin de ménager  les Arabes palestiniens. Au cours de l'été 1941, Chaim Weizmann estima qu'avec les restrictions britanniques sur l'immigration juive, lorsque la guerre serait terminée, il faudrait deux décennies à l'immigration clandestine pour transporter 1,5 million de Juifs d'Europe vers la Palestine ; David Ben Gourion avait initialement estimé que trois millions pourraient immigrer en dix ans. Ainsi, la Palestine, comme le soutient au moins un auteur[Qui ?], une fois la guerre commencée, ne pouvait être le refuge que d'une petite minorité des Juifs qui seront assassinés par les nazis.
Le gouvernement britannique a reçu des preuves de la Shoah, et cela dès 1942, de la part du Gouvernement polonais en exil. Intitulé L'Extermination massive des Juifs en Pologne occupée par les Allemands, ce rapport rend compte des conditions de vie dans les ghettos et de l'extermination. En outre, le ministre des Affaires étrangères Anthony Eden a rencontré Jan Karski, le messager de la résistance polonaise qui a apporté les éléments au Gouvernement polonais en exil. Pour que Karski puisse parler comme témoin oculaire du sort des Juifs, il avait été introduit clandestinement dans le ghetto de Varsovie avec l'aide de Juifs mais aussi dans un camp d'extermination sous l'apparence d'un garde estonien ou ukrainien. Il pouvait alors témoigner, et avec des détails, des atrocités commises par les nazis contre les Juifs,.
Ces efforts visant une prise de conscience sont à l'origine de la Déclaration interalliée du 17 décembre 1942 qui a rendu publique, et condamné l'extermination en masse des Juifs en Pologne occupée. La déclaration a été lue à la chambre des Communes britannique dans un discours prononcé par le ministre des Affaires étrangères Anthony Eden, et publié sur la première page du New York Times, ainsi que de nombreux autres journaux. La BBC a diffusé deux émissions à propos de la solution finale au cours de la guerre: la première à 9h du matin, le 17 décembre 1942, où le Ministre des affaires Étrangères polonais en exil Edward Raczynski a lu la Déclaration conjointe de l'ONU, et la seconde en mai 1943, où Arthur Koestler a lu un témoignage de Jan Karski sur l'exécution de masse des juifs. Cependant, la rhétorique politique et les rapports publics n'ont pas été suivis par une action militaire du gouvernement britannique - une omission qui a été la source d'un débat historique important.

### Pays-Bas
Connue sous le nom de Grève de février 1941, une grève générale a été organisée le 25 février 1941 contre les mesures anti-juives et les activités nazies. Cependant, le 27 février suivant, la police allemande mena des opérations de répression pour empêcher toute nouvelle manifestation. Bien que finalement sans succès, cette grève reste importante en ce qu'elle est le premier acte de grande ampleur d'une résistance intérieure aux Pays-Bas.

### Pologne
Les nazis ont construit la majorité de leurs camps de la mort en Pologne occupée, qui comptait 3,3 millions de ressortissants juifs. À partir de 1942, le Gouvernement polonais en exil a fourni aux Alliés certains rapports des plus anciens et précis sur l'extermination des Juifs d'Europe,. Intitulé L'Extermination massive des Juifs en Pologne occupée par les Allemands, ce rapport rend compte des conditions de vie dans les ghettos et leur liquidation. Bien que ses représentants, comme le ministre des Affaires étrangères Edward Raczyński et le courrier du mouvement Armia Krajowa, Jan Karski, aient appelé à des mesures pour faire arrêter la Shoah, ces appels ont été infructueux. Plus particulièrement, Jan Karski a rencontré le secrétaire britannique des Affaires étrangères, Anthony Eden, ainsi que le président des États-Unis Franklin D. Roosevelt, en fournissant les premiers témoignages sur la Shoah,. Toutefois, Roosevelt sembla peu intéressé, questionnant sur l'état des chevaux polonais mais sans une question sur les Juifs.

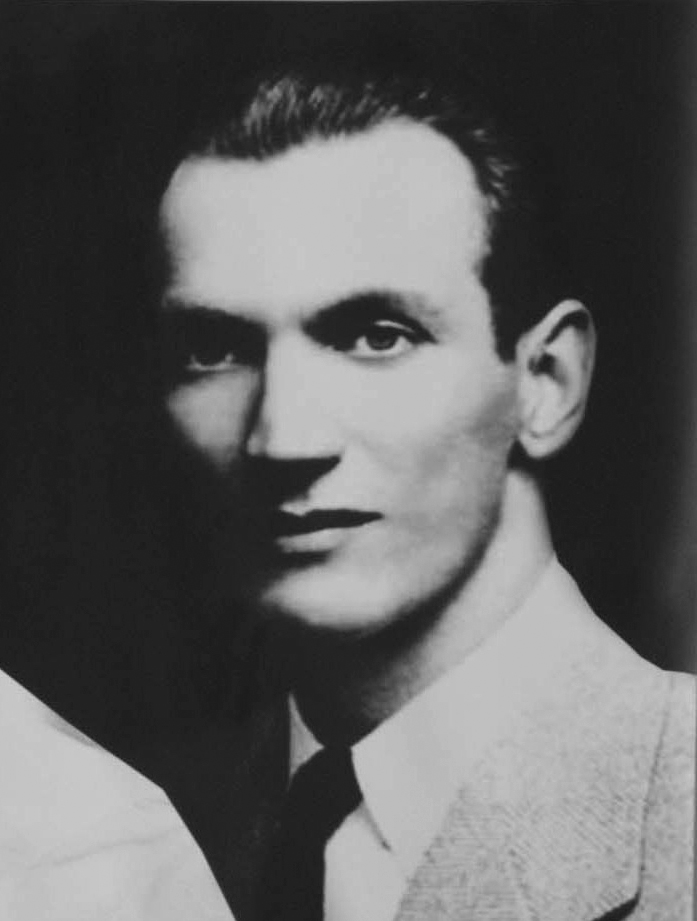
Jan Karski

Le rapport que le ministre des Affaires étrangères polonais en exil, le comte Edward Raczynski, a envoyé le 10 décembre 1942, à tous les gouvernements alliés a été la première dénonciation officielle de l'extermination ayant comme but l'anéantissement de la population juive. C'était également le premier document officiel distinguant les souffrances des Juifs européens en tant que Juifs et non seulement en tant que citoyens de leurs pays d'origine respectifs. Le rapport du 10 décembre 1942 et les efforts de la part du Gouvernement polonais en exil à une prise de conscience du génocide est à l'origine de la Déclaration interalliée du 17 décembre 1942 qui a rendu publique et condamné l'extermination des Juifs en Pologne occupée. La déclaration a été lue à la Chambre des communes britannique dans un discours prononcé par le ministre des Affaires étrangères Anthony Eden, et publiée en une du New York Times et de nombreux autres journaux. En outre, la BBC a diffusé deux émissions sur la Solution finale qui ont été préparés par le Gouvernement polonais en exil. Ces  initiatives, cependant, n'ont pas été suivies d'actions militaires par les nations alliées. Lors d'une interview avec Hannah Rosen en 1995, Jan Karski dit que « les Alliés ont jugé impossible et trop coûteux de sauver les Juifs, parce qu'ils ne l'ont pas fait. Les Juifs ont été abandonnés par tous les gouvernements, les hiérarchies ecclésiastiques et les sociétés, mais des milliers de Juifs ont survécu parce que des milliers de personnes en Pologne, en France, en Belgique, au Danemark et en Hollande ont aidé à sauver des Juifs ».
En l'absence d'une intervention internationale, ce sont des Polonais et des organisations clandestines locales qui ont aidé les juifs. Cela a été difficile parce que, quiconque cachait un Juif, lui donnait ou lui vendait de la nourriture était puni de la peine capitale par les Nazis. De plus, les nazis récompensaient la dénonciation des Juifs avec d'autres rations alimentaires, ce qui a renforcé et récompensé les comportements antisémites. Néanmoins, beaucoup de personnes ont risqué leur vie pour nourrir et loger plus de 300 000 Juifs en Pologne occupée. 
Parmi les organisations clandestines, la plus efficace fut Żegota, le Conseil de l'aide des Juifs, qui, fondé par des catholiques, est devenu un mouvement mixte catholique-juif, avec près de 100 cellules,. Le sociologue polonais Tadeusz Piotrowski estime qu'environ 50 000 Juifs qui ont survécu à la guerre en Pologne occupé ont été aidés par Żegota de diverses manières —nourriture, fournitures, contrebande, abris, financiers, juridiques, médicaux, soins aux enfants et aide contre les maîtres chanteurs.
Néanmoins, les nazis ont assassiné 90 % des Juifs polonais, soit 3 millions de personnes, soit la moitié de tous les Juifs exterminés au cours de la Shoah. De plus, les nazis ont réalisé un nettoyage ethnique sur 1,8 à 2 millions d'autres Polonais, portant le nombre de victimes polonaises à environ 4,8-5 millions de personnes.
Après la guerre, la Pologne a défié à la fois l'Angleterre et Staline, permettant l'émigration juive en Palestine mandataire. Environ 200 000 Juifs profitèrent de cette opportunité, ne laissant qu'environ 100 000 Juifs en Pologne.

### Scandinavie
La Norvège et le Danemark avait une population Juive de 10 000 ressortissants. Profitant d'une offre suédoise d'accueil de réfugié, le Danemark a presque sauvé tous ses citoyens Juifs, tandis que la Norvège en a sauvé environ la moitié. Après la libération des camps de concentration, la Suède a accepté des milliers de survivants pour traitement médical.

### Suisse
Des cinq pays neutres de l'Europe continentale, la Suisse a la particularité d'être le seul à avoir promulgué une loi antisémite.
Le pays a fermé sa frontière française aux réfugiés du 13 août 1942 au 12 juillet 1944 et n'a donné aucune facilité aux Juifs cherchant refuge. En 1942, le Président de la Confédération Suisse Philipp Etter, en tant que membre du Comité international de la Croix-Rouge (basé à Genève), a même convaincu le comité de ne pas émettre une proclamation concernant les attaques allemandes contre « certaines catégories de nationalités ».

### Vatican

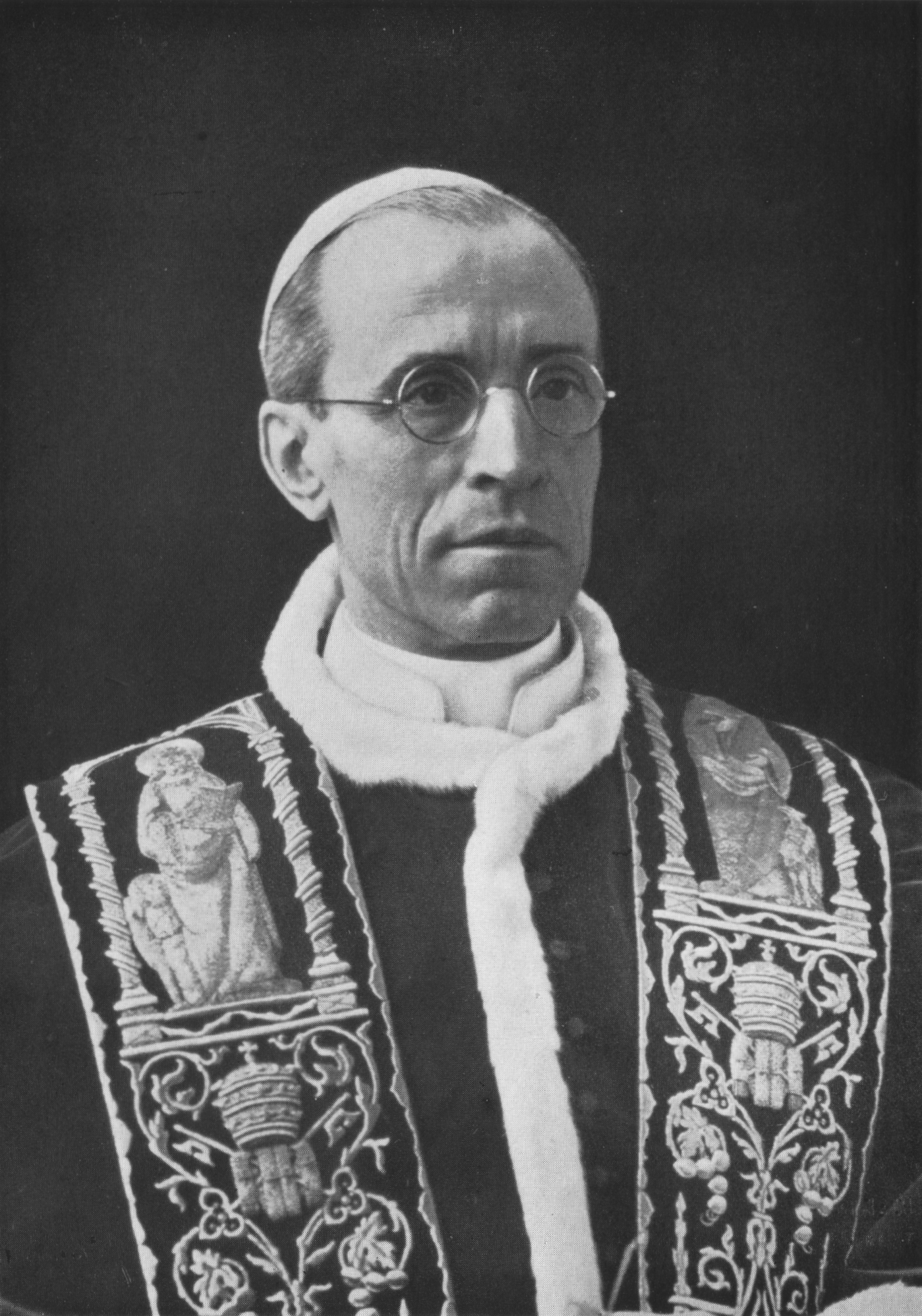
Le pape Pie XII

Pie XII a utilisé la diplomatie pour aider les victimes des nazis pendant la guerre et notamment pour fournir une aide discrète aux Juifs, sauvant ainsi des milliers de vies. Il a maintenu des liens avec la Résistance allemande et partagé des informations avec les Alliés. Sa plus forte condamnation publique du génocide a cependant été jugée insuffisante par les Alliés, tandis que les nazis le considéraient comme un sympathisant des Alliés qui avait déshonoré la politique de neutralité du Vatican. À Rome, différentes mesures ont été prises pour sauver de nombreux Juifs d'Italie de la déportation, y compris la mise à l'abri de plusieurs centaines de Juifs dans les catacombes de la basilique Saint-Pierre. Dans ses discours, lors de Noël 1941 et 1942, le souverain pontife a été ferme sur le sujet, mais sans mentionner les nazis par son nom. Le pape a encouragé les évêques à s'élever contre le régime nazi et à ouvrir des maisons religieuses dans leurs diocèses pour cacher des Juifs. À Noël 1942, une fois connues les preuves du meurtre industriel des Juifs, le pape a exprimé son inquiétude vis-à-vis de l'assassinat de centaines de milliers de personnes sans faute en raison de leur nationalité ou de leur race. Pie XII est intervenu pour tenter d'empêcher la déportation de Juifs par les nazis dans différents pays de 1942 et 1944.
Lorsque la Gestapo et 60 000 soldats allemands occupèrent Rome en 1943, des milliers de Juifs ont été cachés dans des églises, des couvents, des presbytères, au Vatican et dans les résidences d'été du pape. Selon Joseph Lichten, le Vatican a été sollicité par le Conseil de la communauté juive de Rome, pour l'aider à rassembler les cent livres d'or exigées par les nazis. Le Conseil a été en mesure de rassembler soixante-dix livres, mais à moins que la totalité du montant ne soit donnée aux nazis, trois cents Juifs auraient été emprisonnés. Le pape a accepté la demande, selon le grand rabbin de Rome Israel Zolli. Malgré le paiement de la rançon, 2 091 Juifs ont été déportés le 16 octobre 1943, et la plupart d'entre eux sont morts en Allemagne.

### États-Unis

Henry Morgenthau

Selon Peter Novick, « les Américains, y compris de nombreux Juifs américains, ont été largement ignorants de ce que nous appelons aujourd'hui l'Holocauste tandis qu'il se passait; la nation était occupé à vaincre l'Axe ». Une certaine conscience du traitement réservé aux Juifs en Europe, en particulier en Pologne, existait ; HR Knickerbocker écrivait en 1941 : « La Pologne doit entrer dans une catégorie à part puisque Hitler s'est apparemment mis à exterminer les 3 000 000 de Juifs sans la retenue qu'il semble s'être imposée ailleurs... l'intention évidente des Allemands en Pologne est d'anéantir complètement les Juifs, et il est étonnant que d'aucuns d'entre eux vivent aujourd'hui ». À la fin de 1942, le gouvernement américain avait des preuves suffisantes pour conclure qu'une campagne visant à l'anéantissement des Juifs d'Europe était en cours. Cependant, comme les autres Alliés, les États-Unis ont décidé de ne pas bombarder le camp d'extermination d'Auschwitz, même si des bombardiers lourds américains ont organisé plusieurs attaques à proximité (voir l'article Débat sur le bombardement d'Auschwitz). Les États-Unis ont également refusé d'accueillir temporairement les Juifs fuyant l'Europe. Dans le sillage de la Grande Dépression, les États-Unis avaient un système d'immigration très restrictif basé sur des quotas, mais même le quota autorisé n'a pas été pourvu, le département d'État ayant refusé de remplir 90 % des places du quota disponible pour les Juifs européens,.
Au cours de ses 998 conférences de presse durant la décennie de l'ère nazie, le Président Roosevelt n'a jamais délivré « d'appel au peuple allemand » concernant le traitement des Juifs. C'est le fonctionnaire du Trésor Josiah DuBois qui, au péril de sa carrière, a écrit son célèbre Rapport au Secrétaire sur l'acquiescement de ce gouvernement au meurtre des juifs qui documentait les efforts du département d'État pour contrecarrer l'immigration juive en provenance d'Europe. C'est le rapport de DuBois qui a fourni au secrétaire au Trésor Henry Morgenthau les munitions dont il avait besoin pour forcer Roosevelt à créer le Conseil des réfugiés de guerre.
Avant, pendant et après la Seconde Guerre mondiale, le New York Times a maintenu une politique générale visant à minimiser la Shoah. À cette fin, les reportages sur ce sujet étaient profondément enfouis à l'intérieur des éditions quotidiennes, avec un contenu obscur quant à l'impact des crimes nazis sur les Juifs. Le New York Times a cependant publié en une la Déclaration interalliée du 17 décembre 1942 qui condamnait publiquement l'extermination  des Juifs en Pologne occupée.

#### Le projet Wagner-Rogers
Au lendemain de la nuit de Cristal (novembre 1938), le projet Wagner-Rogers tente d'augmenter les quotas d'immigration pour accueillir 20 000 enfants juifs menacés par l'Allemagne nazie, en 1939 et 1940. Ce projet de loi est l'œuvre du sénateur démocrate Robert F. Wagner (1877-1953) et de  la députée républicaine Edith Nourse Rogers (1881-1960).
L’initiative reçoit de nombreux soutiens mais se heurte à des groupes de pression nationalistes pendant que Roosevelt se refuse à prendre parti publiquement. Aidée par le silence de la Maison-Blanche, l’opposition parvient à dénaturer le projet , ce qui aboutit à son annulation.

#### Le projet Ickes pour l'Alaska
En novembre 1938,  le secrétaire à l'Intérieur des États-Unis Harold L. Ickes proposa l'utilisation de l'Alaska comme un refuge pour les réfugiés juifs d'Allemagne et des autres pays d'Europe. La proposition a été présentée comme un projet de loi par le sénateur William King (Utah) et le représentant Franck Havenner (Californie), deux démocrates. Elle a reçu le soutien du théologien Paul Tillich, du Conseil fédéral des Églises et de l'American Friends Service Committee.
Cependant, le projet n'a obtenu que peu de soutien de la part des Juifs américains, à l'exception des sionistes travaillistes. De plus, un coup sévère fut porté à ce plan quand Roosevelt annonça à Ickes qu'il tenait à ce que le nombre de réfugiés à soit limité à 10 000 par an pendant cinq ans, et que les Juifs ne devaient pas représenter plus que 10 % des réfugiés. Sans son soutien, le plan était mort.

## Conférences internationales

### Conférence d'Évian
La conférence d'Évian a été organisée à l'initiative de Franklin D. Roosevelt en juillet 1938 pour discuter du problème des réfugiés juifs. Pendant dix jours, du 6 au 15 juillet, les délégués de trente-deux pays se sont rencontrés à Évian-les-Bains, en France. Cependant, la plupart des pays occidentaux ont été réticents à accepter des réfugiés Juifs, et la question n'a pas été résolue.[réf. nécessaire] Seule la République Dominicaine se montrait prête à accepter des réfugiés Juifs—jusqu'à un maximum de 100 000 individus.

### Conférence des Bermudes
Le Royaume-Uni et les États-Unis se sont rencontrés aux Bermudes en avril 1943, pour discuter de la question des réfugiés juifs qui avait été libéré par les forces Alliées et les Juifs qui sont restés en Europe occupée. Néanmoins, la conférence des Bermudes n'a abouti à aucun changement : les Américains ne changent pas leurs quotas d'immigration pour accepter plus de réfugiés, et les Britanniques ne modifient pas leur politique d'immigration , qui permettrait d'entrer en Palestine mandataire,.
L'échec de la conférence des Bermudes incita le secrétaire américain au Trésor Henry Morgenthau, le seul Juif membre du cabinet de Franklin D. Roosevelt, à publier un livre blanc inspiré du Rapport du Secrétaire sur l'Acquiescement de ce Gouvernement pour le Meurtre des Juifs de Josiah DuBois. Cette initiative fut à l'origine de la création d'une nouvelle agence, la Guerre du statut de Réfugié.

### Croix-Rouge
Le Comité international de la Croix-Rouge a fait relativement peu de choses pour sauver les Juifs pendant la Shoah et n'a pas tenu compte des rapports sur le génocide organisé par les nazis, comme celui du meurtre de prisonniers juifs polonais qui a eu lieu à Lublin. À l'époque, la Croix-Rouge justifiait son inaction en suggérant que l'aide aux prisonniers juifs aurait nui à sa capacité d'aider les prisonniers de guerre alliés. En outre, la Croix-Rouge a affirmé que si elle prenait une position franche pour améliorer la situation des Juifs européens, la neutralité de la Suisse, où était basée la Croix-Rouge internationale, aurait pu être compromise. Aujourd'hui, la Croix-Rouge reconnaît sa passivité pendant l'Holocauste et s'est excusée pour cela.

## Japon
En 1936, le pacte anti komintern entre le Reich allemand et l'empire japonais fut conclu. Cependant, le 6 décembre 1938, le gouvernement Japonais a pris la résolution d'interdire l'expulsion des Juifs du Japon, du Mandchoukouo, et du reste de la chine occupée par le japon. Le 31 décembre, le Ministre des affaires Étrangères , Yosuke Matsuoka a demandé à l'Armée Japonaise et à la Marine de recevoir les réfugiés Juifs provenant de l'Allemagne Nazie. De plus, le diplomate Chiune Sugihara, consul en Lituanie, a accordé plus de 2 000 visas de transit et sauvé 6 000 réfugiés Juifs de Lituanie,.
Au quartier général de l'armée du Guandong, les généraux Hideki Tōjō et Kiichirō Higuchi ont observé une réelle obéissance envers la politique nationale en sauvant de nombreux réfugiés juifs en leur permettant de traverser la frontière entre l'Union soviétique et le Mandchoukouo.

## L'après-guerre

### Procès de Nuremberg
La réponse internationale pour les crimes de guerre de la Seconde Guerre mondiale et la Shoah a été d'établir le tribunal international de Nuremberg. Les trois grandes puissances militaires alliées, les États-Unis, l'URSS et la Grande-Bretagne, ont accepté de sanctionner les responsables. Les procès ont placé les droits de l'homme dans le domaine de la politique mondiale, redéfini la moralité au niveau mondial et donné une valeur politique au concept de crimes contre l'humanité, où les individus plutôt que les gouvernements étaient tenus pour responsables des crimes de guerre.

### Génocide
Les Nations unies ont adopté le terme en 1948 quand elles ont adopté le texte Prévention et la répression du crime de génocide.

### Déclaration universelle des droits de l'homme
Beaucoup croient que l'extermination des Juifs pendant la Shoah a inspiré l'adoption de la Déclaration universelle des droits de l'homme par l'Assemblée générale des Nations unies en 1948. Ce point de vue a été remis en question par des recherches historiques récentes. Une étude a montré que le massacre des Juifs par les nazis était ignoré lors de la rédaction de la déclaration universelle, bien que ceux qui ont participé aux négociations n'aient pas hésité à citer de nombreux autres exemples de violations des droits de l'Homme par les nazis. D'autres historiens ont rétorqué que l'activisme envers les droits de l'homme du délégué français René Cassin, qui a reçu le prix Nobel de la paix en 1968 pour son travail sur la Déclaration universelle, était motivé en partie par la mort de nombreux parents juifs dans l'Holocauste ou par leur implication dans les organisations juives fournissant de l'aide aux survivants de l'Holocauste.